# اوفالن (میزوری)
اوفالن (به انگلیسی: O’Fallon) شهری در شهرستان سنت چارلز ایالت میزوری است که جمعیت آن در سرشماری سال ۲۰۱۰ میلادی ۷۹۳۲۹ نفر بوده است.